# Калинин, Степан Никитович
Степан Никитович Калинин (25 ноября 1923, Покровка, Самарская губерния — 8 марта 1987, Куйбышев) — старший сержант Рабоче-крестьянской Красной армии, участник Великой Отечественной войны, Герой Советского Союза (1945).

## Биография
Степан Калинин родился 25 ноября 1923 года в селе Покровка Мартыновской волости, Бугурусланского уезда, Самарской губернии (ныне село относится к Абдулинскому району Оренбургской области). После окончания семи классов школы работал в колхозе. В ноябре 1941 года Калинин был призван на службу в Рабоче-крестьянскую Красную армию. С января 1942 года — на фронтах Великой Отечественной войны. К лету 1944 года сержант Степан Калинин командовал отделением 433-го стрелкового полка 64-й стрелковой дивизии 50-й армии 2-го Белорусского фронта. Отличился во время форсирования Немана.
14 июля 1944 года командир батальона, в котором служил Калинин, направил на западный берег Немана группу бойцов, чтобы отвлечь внимание немецких войск, а в это время успешно переправить основные силы в более выгодном месте. Под вражеским огнём до западного берега в районе села Лунно Мостовского района Гродненской области смогли добраться живыми лишь семь человек, которые захватили небольшой плацдарм и отбивали немецкие атаки. За последующий день группа отразила 12 контратак, нанеся противнику большие потери. В том бою Калинин получил ранение, но продолжал сражаться. Участники того боя Осинный, Шеремет, Ничепуренко, Майдан, Солопенко, Сухин и Калинин был представлены к званиям Героев Советского Союза.
Указом Президиума Верховного Совета СССР от 24 марта 1945 года за «мужество и героизм, проявленные при форсировании Немана и удержании плацдарма на его западном берегу» сержант Степан Калинин был удостоен высокого звания Героя Советского Союза с вручением ордена Ленина и медали «Золотая Звезда» за номером 8278.
После окончания войны Калинин был демобилизован. Проживал в Куйбышеве, в 1961 году окончил Куйбышевский авиационный техникум. Умер 8 марта 1987 год, похоронен на самарском кладбище «Рубёжное».
Был также награждён орденами Отечественной войны 1-й и 2-й степеней, двумя орденами Красной Звезды, рядом медалей.